# Santa Fe de Mondújar
Santa Fe de Mondújar község Spanyolországban, Almería tartományban. Lakosainak száma 494 fő (2024).

## Földrajza
Santa Fe de Mondújar Alhama de Almería, Alhabia, Alsodux, Santa Cruz de Marchena, Gérgal, Gádor és Enix községekkel határos.

## Népesség
A település lakosságának változását az alábbi diagram mutatja:
| Lakosok száma | 458  | 433  | 468  | 485  | 476  | 390  | 431  | 452  | 477  | 494  |
|               | 2001 | 2004 | 2006 | 2009 | 2011 | 2014 | 2016 | 2019 | 2021 | 2024 |